# Cantharocnemis somalius
Cantharocnemis somalius är en skalbaggsart som först beskrevs av Charles Joseph Gahan 1894.  Cantharocnemis somalius ingår i släktet Cantharocnemis och familjen långhorningar.
Artens utbredningsområde är Kenya. Inga underarter finns listade.